# 元和偃武
元和偃武，是指日本庆长20年（元和元年，1615年）5月大坂夏之阵中，江户幕府将大坂城城主羽柴氏（丰臣宗家）攻灭，结束了日本自应仁之乱以来（东国地区实际自享德之乱以来）近150年断断续续的大规模军事冲突的事件。江户幕府同年7月将年号改为元和，即宣布天下平定完成之意。
偃武一词出自中国古代经书《尚书》中《周书·武成篇》的语句“王来自商，至于丰，乃偃武修文”。“偃”意为停止，“偃武”即停息武备之意。
江户幕府由此确立了全国支配体系的基础。此后直至幕末，除了由一揆发展而来的岛原之乱以及庆安之变外，200多年间未发生大规模军事冲突。
同年6月，幕府颁布一国一城令，改元后又制定武家诸法度，作为对支配体制的强化。
元和偃武亦被部分历史学家用作战国时代的结束时间，这也是学界对于战国时代结束时间的几种争议说法中最靠后的一种。